# Anna Johanna Maria Teding van Berkhout
Anna Johanna Maria Teding van Berkhout, född 1833, död 1909, var en nederländsk diakonissa.  Hon grundade 1881 det berömda Diaconessenhuis i Haarlem och var en pionjär inom vården av epilepsipatienter i Nederländerna.